# Feyisa Lilesa

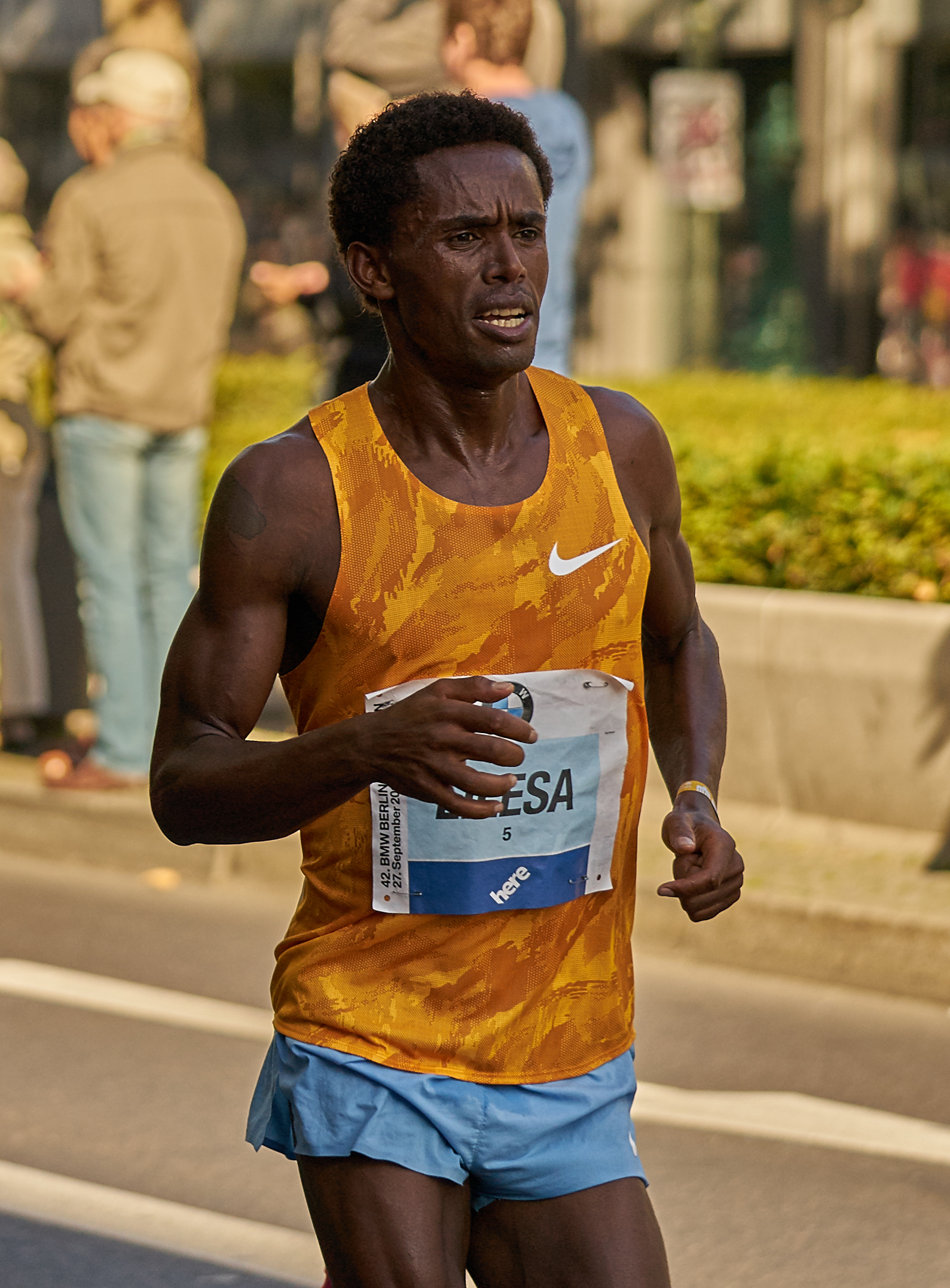
Feyisa Lilesa 2015 beim Berlin-Marathon

Feyisa Lilesa (* 1. Februar 1990 in Jeldu) ist ein äthiopischer Marathonläufer. Er gehört der Volksgruppe der Oromo an.

## Karriere
2008 wurde er Fünfter bei den World 10K Bangalore. Bei den Crosslauf-Weltmeisterschaften in Amman belegte er den zwölften Platz und gewann eine Silbermedaille in der Mannschaftswertung. Im Oktober siegte er beim Dublin-Marathon in einer Zeit von 2:09:12 h und verpasste den Streckenrekord nur um fünf Sekunden.
2010 eröffnete er die Saison mit einem Sieg beim Xiamen-Marathon in 2:08:47 h. Damit erzielte er eine persönliche Bestleistung und zugleich einen Streckenrekord. Nur drei Monate später verbesserte er sich als Vierter des Rotterdam-Marathons auf 2:05:23 h.
Bei den Leichtathletik-Weltmeisterschaften 2011 in Daegu holte Lilesa die Bronzemedaille mit einer Zeit von 2:10:32 h.
2016 wurde zu seinem bisher erfolgreichsten Jahr. Zunächst gewann er im Februar den Tokio-Marathon 2016 in 2:06:56 h.
Bei den Olympischen Spielen 2016 in Rio de Janeiro holte Lilesa Silber mit der Zeit 2:09:54 h, und 1:10 Min. Rückstand auf den Sieger Eliud Kipchoge aus Kenia.
2017 gewann Feyisa den New-York-City-Halbmarathon mit einer Zeit von 1:00:04. Im gleichen Jahr gewann er zusätzlich den Bogotá-Halbmarathon in einer Zeit von 1:04:30.
Flucht
Beim Zieleinlauf zeigte Lilela gekreuzte Fäuste über dem Kopf, das Zeichen der Protestbewegung in Äthiopien, die erst zwei Wochen zuvor mit Gewalt niedergeschlagen wurde. Anschließend war er besorgt um seine Sicherheit, fürchtete, das Regime wolle ihn ermorden oder einsperren, wenn er zurückkehren würde. Er überlege im Ausland Asyl zu beantragen. Aktivisten sammelten im Anschluss 40.000 US-Dollar für ihn auf einer Fundraising-Plattform im Internet. Ein Sprecher der äthiopischen Regierung entgegnete jedoch, Lilesa gelte als Held und habe auch bei einer Rückkehr nichts zu befürchten.
Von 2016 bis 2018 lebte Feyisa im Exil in Arizona, wo er weiterhin trainierte. 2018 kehrte er aus dem Exil in seine Heimat Äthiopien zurück.
Feyisa Lilesa ist 1,75 m groß und verheiratet mit 2 Kindern.

## Persönliche Bestleistungen
- 5000 m: 13:34,80 min, 4. Juli 2008, Lugano
- 10.000 m: 27:46,97 min, 12. Juli 2008, Pergine Valsugana
- 10-km-Straßenlauf: 27:38 min, 4. Oktober 2008, Rovereto
- Halbmarathon: 59:22 min, 15. Januar 2012, Houston
- Marathon: 2:04:52 h, 7. Oktober 2012, Chicago